# جواد شبر
جَوَاد علي محمد (13 جمادى الآخرة 1332 هـ – 1402 هـ = 1913 - 1982)  هو رجل دين وخطيب ومؤلف وشاعر ومؤرخ عراقي من محافظة النجف، ينحدر من أسرة آل شُبَّر المشعشع الموسوي الحسيني، والده مؤسس المدرسة الشُبَّرية الدينية في النجف عام 1967م، اعتقلته الأجهزة الأمنية التابعة لحكومة الرئيس صدام حسين عام 1982م، وبعد الاحتلال الأمريكي للعراق وإسقاط حكومة صدام سنة 2003 تبيّن أنّه قد أعدم أثناء فترة اعتقاله في أحواض حمض النتريك في مديرية الأمن العامة بالعاصمة بغداد، ولم يُسلّم جثّمانه إلى ذويه، ولم يُعلم مكان دفنه.

## النشأة
نشأ في كنف الحوزة العلمية في النجف وسط بيئة العلم والفكر، وكانت أسرته، أسرة آل شُبَّر، من الأُسر العلمية التي انحدرت من مدينة الحلة لتنتشر في مدينة الكاظمية ببغداد وفي مدينة النجف، وكان والده حجة الاسلام السيد علي شبر الحسيني من علماء الدين في حوزة النجف العلمية وقد أسس مدرسة دينية علمية في النجف عام 1967 م أسماها المدرسة الشُبَّرية، فدخل في أول دورة لمدارس منتدى النشر التي أسسها آية الله الشيخ محمد رضا المظفر وتخرج منها، كما ودرس على يدي والده مقدمات العلوم والسطوح، وكان قد انضم إلى حلقات الدرس التقليدية في النجف وهو في مقتبل العمر، وشب على هذه الأوساط فدرس على أبيه وعلى كبار أساتذة الحوزة العلمية، حاضراً البحث الخارج في الفقه والأصول عند آيات الله السيّد أبو القاسم الخوئي والسيّد نصر الله المستنبط والشيخ محمد رضا المظفر، وفي مجال الخطابة والوعظ والإرشاد الديني نهل من فن الخطابة عند الخطيب الحسيني الشيخ محمّد حسين الفيخراني.

## الخطابة والشعر
اتخذ مسار الخطابة والشعر والتأليف وتبحر فيه، وكانت لديهِ حافظة قوية ساعدته على حفظ عيون الاشعار العربية، كانت قصائده تنشر في الصحف والمجلات العراقية والعربية كمجلة الإيمان النجفية ومجلة النجف والأضواء ومجلة العرفان اللبنانية وجريدة الهاتف وغيرها. ولكونه قد تملك ناصية الخطابة والشعر فقد كان أثيراً لدى مكاتب مراجع الدين في النجف ولدى بيوتاتها العلمية والأدبية وكان خطيبهم المفضل، كما وكان يضطلع بمهام التبليغ والوعظ والارشاد في مواسم التبليغ في أشهر رمضان ومحرم وصفر في كثير من مدن العراق وبعض الدول العربية. لم يكتف السيد جواد بالخطابة والتأليف بل مارس نشاطات دينية وأدبية جمّة، منها: الاشراف على جمعية منتدى النشر، وإدارة شؤون المدرسة الشبرية، كان من المبادرين لإقامة مسابقة دولية للتأليف عن الإمام علي عام 1966 وكان أمين سر اللجنة وقد فاز في هذه المسابقة الكاتب اللبناني سليمان كتاني عن كتابه الإمام علي نبراس ومتراس.

## المؤلفات
- أدب الطف أو شعراء الحسين - 10 مجلدات
- أشعة من حياة الإمام الصادق
- إلى ولدي
- ديوان شعر
- سوانح الأفكار في منتخب الأشعار - 3 مجلّدات
- شواهد الأديب - 3 مجلّدات
- الصلاة جامعة المسلمين
- عبرة المؤمنين في مقتل الحسين
- قبس من حياة أمير المؤمنين
- المطالب النفيسة في فلسفة الدين - 3 مجلّدات
- المقتطفات - 3 مجلّدات
- المناهج الحسينية
- نداء إلى أعلام الفكر.[5]

## اعتقاله وإعدامه
في مطلع عقد الثمانينيات من القرن العشرين وصعوداً، اجرت الحكومة العراقية حملات تصفية واعتقالات وترحيل لرجال الدين العراقيين والأجانب، وقد نال السيد جواد شبر نصيبه من هذه الحملات حينما اعتقلته الأجهزة الأمنية ثلاثة مرّات وكان آخرها في الخامس عشر من شهر رمضان سنة 1982م، بسبب الخطابة والتبليغ الديني وإقامة المجالس الحسينية، وزُجّ به في السجن، وانقطعت أخباره، وبعد الاحتلال الأمريكي للعراق سنة 2003 تبيّن أنّه قد أعدم أثناء فترة اعتقاله في أحواض حمض النتريك في مديرية الأمن العامة بالعاصمة بغداد، ولم يُسلّم جثّمانه إلى ذويه، ولم يُعلم مكان دفنه.